# 원시림

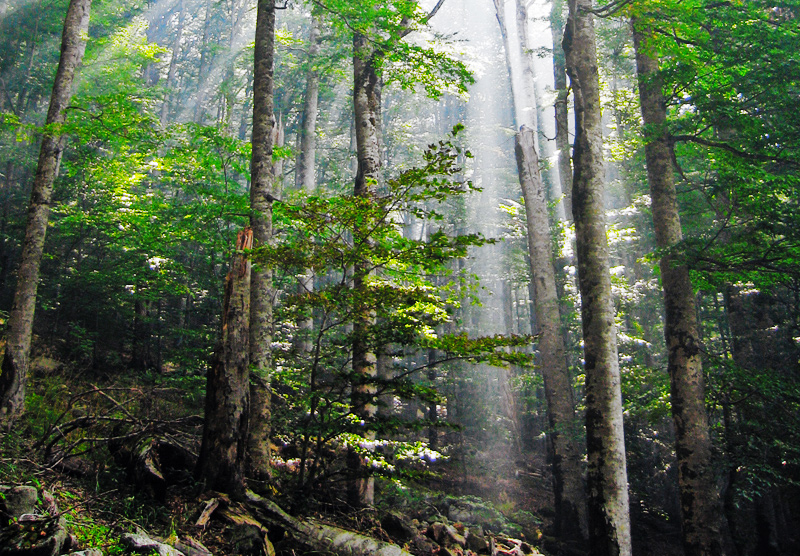

원시림(原始林) 또는 처녀림(處女林)은 자연 그대로의 숲이다. 여러 생물의 서식지로 생물다양성이 높다.
큰 교란 없이 나이가 많이 들어 독특한 생태적 특징을 보이는 산림으로 극상군락으로 분류할 수 있다. 유엔식량농업기구(Food and Agriculture Organization of the United Nations)는 원시림을 인간 활동의 명확한 가시적 징후가 없고 생태학적 과정이 크게 교란되지 않은 토종 나무 종의 자연 재생된 숲으로 정의한다. 전 세계 삼림의 1/3 이상(34%)이 원시림이다. 오래된 성장 기능에는 숲이 우거진 생태계의 생물 다양성을 증가시키는 다양한 야생 동물 서식지를 제공하는 다양한 나무 관련 구조가 포함된다. 원시림 또는 첫 번째 성장림은 한 번도 벌채된 적이 없는 오래된 성장림이다. 다양한 수목 구조의 개념에는 다층 캐노피와 캐노피 간격, 매우 다양한 나무 높이와 직경, 다양한 수종과 등급 및 목질 잔해의 크기가 포함된다.
세계에는 11억 1천만 헥타르의 원시림이 남아 있다. 3개국(브라질, 캐나다, 러시아)을 합치면 세계 원시림의 절반 이상(61%)이 있다. 원시림 면적은 1990년 이후 8,100만ha 감소했지만 손실률은 2010~2020년에 이전 10년에 비해 절반 이상 감소했다.
노숙림은 경제적 이유와 그들이 제공하는 생태계 서비스 때문에 가치가 있다. 이것은 벌목 산업의 일부가 숲에서 귀중한 목재를 수확하기를 원하고 환경 운동가는 생물 다양성 유지, 수질 정화, 홍수 조절 및 영양분 순환과 같은 이익을 위해 숲을 원시 상태로 보존하려고 할 때 논쟁의 지점이 될 수 있다. . 또한 오래된 숲은 새로 조성된 숲이나 빠르게 자라는 목재 조림지보다 탄소를 격리하는 데 더 효율적이므로 숲을 보존하는 것이 기후 변화 완화에 중요하다.

## 같이 보기
- 개벌
- 운무림
- 지구과학
- 밀림
- 다시마숲
- 자연 환경
- 천연 자원
- 플랜테이션
- 산지 생태계
- 지속 가능한 발전
- 타이가
- 온대 활엽수혼합림
- 온대 구과수림
- 열대·아열대 구과수림
- 열대·아열대 습윤활엽수림